# Bertram Stubenrauch
Bertram Stubenrauch (* 4. März 1961 in Teugn, Landkreis Kelheim) ist ein deutscher katholischer Theologe.
Stubenrauch komponierte die Werke Quintadén und Inkantation für Orgel für die 2022 entstandene Aufnahme „Inkantation: Orgelmusik von Bertram Stubenrauch und Eduard Tregler“.

## Werdegang
Nach dem Abitur 1980 studierte er Katholische Theologie in Regensburg und Rom. 1986 empfing er die Priesterweihe. Seine Kaplanszeit verbrachte er von 1986 bis 1988 in Eschlkam und studierte dann von 1988 bis 1991 zur Vorbereitung der Promotion am Institutum Patristicum Augustinianum der Lateranuniversität in Rom.
Danach arbeitete er als Wissenschaftlicher Assistent am Lehrstuhl für Systematische Theologie (Dogmatik und Dogmengeschichte) der Katholisch-Theologischen Fakultät der Universität Regensburg. 1995 habilitierte er sich für Dogmatik und Dogmengeschichte und wurde im gleichen Jahr zum Privatdozenten für Dogmatik und Dogmengeschichte ernannt. Von 1996 bis 2000 war er Professor für Dogmatik und Dogmengeschichte an der Theologischen Fakultät der Universität Trier, von 2000 bis 2006 Professor für Dogmatik und Ökumenische Theologie an der Katholisch-Theologischen Fakultät der Universität Wien. 2006 folgte er einem Ruf auf den Lehrstuhl für Dogmatik und Ökumenische Theologie an der Universität München und übernahm gleichzeitig die Leitung des Ökumenischen Forschungsinstituts.
Er ist Mitglied der Redaktion der Münchener Theologischen Zeitschrift (MThZ), seit 2006 Mitherausgeber der Reihe Beiträge aus dem Zentrum für ökumenische Forschung München und seit 2009 Mitherausgeber der Reihe Studien zur systematischen Theologie und Ethik.
Zudem ist er Berater der Ökumenekommission der Deutschen Bischofskonferenz.

## Schriften (Auswahl)
- Der Heilige Geist bei Apponius. Zum theologischen Gehalt einer spätantiken Hoheliedauslegung. Verlag Herder, Rom/Freiburg im Breisgau/Wien 1991, ISBN 3-451-22473-9.
- Dialogisches Dogma. Der christliche Auftrag zur interreligiösen Begegnung. Verlag Herder, Freiburg im Breisgau/Basel/Wien 1995, ISBN 3-451-02158-7.
- Pneumatologie – Die Lehre vom Heiligen Geist. In: Glaubenszugänge. Lehrbuch der katholischen Dogmatik. Band 3. Schöningh Verlag, Paderborn/München/Wien u. a. 1995, ISBN 3-506-70807-4 (Digitalisat bei Digi20 [abgerufen am 22. Januar 2024]).
- Dreifaltigkeit (= Topos-plus-Taschenbücher. Band 434). Matthias-Grünewald-Verlag, Mainz 2002, ISBN 3-7867-8434-5.
- Neues Lexikon der katholischen Dogmatik. Als Herausgeber mit Wolfgang Beinert. 6., völlig neu bearbeitete Auflage. Verlag Herder, Freiburg im Breisgau/Bern/Wien 2012, ISBN 978-3-451-34054-3.
- Handwörterbuch theologische Anthropologie. Römisch-katholisch/russisch-orthodox. Eine Gegenüberstellung. Als Herausgeber mit Andrej Lorgus. Verlag Herder, Freiburg im Breisgau/Basel/Wien 2013, ISBN 978-3-451-34138-0.
- Pluralismus statt Katholizität? Gott, das Christentum und die Religionen. Verlag Friedrich Pustet, Regensburg 2017, ISBN 978-3-7917-2916-9.

## Musikalische Werke (Auswahl)
- Quintadén
- Inkantation für Orgel[3]